# یواس‌اس پیجئون (ای‌اس‌آر-۶)
یواس‌اس پیجئون (ای‌اس‌آر-۶) (به انگلیسی: USS Pigeon (ASR-6)) یک زیردریایی بود که طول آن ۱۸۷ فوت ۱۰ اینچ (۵۷٫۲۵ متر) بود. این زیردریایی در سال ۱۹۱۹ ساخته شد.